# 바쿠 지하철
바쿠 지하철(아제르바이잔어: Bakı Metropoliteni)은 아제르바이잔의 수도 바쿠에서 운행되는 도시 철도 체계이다. 소비에트 연방 시절인 1967년 11월 6일에 첫 개통했다. 개통 당시 바쿠 지하철은 중앙 역들이 매우 깊이 지어졌고 아제르바이잔의 전통적인 나라 상징물로 조화되어 있는 아름답고 정교한 장식으로 꾸며지는 등, 전형적인 구소련식 지하철 체계였다. 2016년 현재 바쿠 지하철의 총길이는 양방향 선로 40.3 km 로, 3개 노선에 27개 역이 운영되고 있다.
바쿠 지하철은 아제르바이잔의 유일한 지하철이기도 하며 소련 내에서는 다섯 번째로 지어졌다. 2014년 기준으로 총 승객수는 2억 1550만 명에 달한다. 일간 평균 승객 규모는 약 629,315명이다.

## 같이 보기
- 지하철 목록